# Iwaniwka (obwód chersoński)
Iwaniwka – osiedle typu miejskiego w obwodzie chersońskim Ukrainy, siedziba władz rejonu iwaniwskiego.
Status osiedla typu miejskiego posiada od 1956. Liczy ponad 5200 mieszkańców.